# Продельфін плямистий
Продельфін плямистий (Stenella attenuata) — вид родини дельфінових.

## Поширення
Вид пантропічний, зустрічаються у всіх океанах від приблизно 40° пн.ш до 40° пд.ш., хоча набагато більш поширений в більш низьких широтах. Діапазон поширення простягається на деякі закриті моря, наприклад, Червоне море і Перську затоку, але не включає Середземне море.

## Опис
Stenella attenuata значно варіює в розмірах і забарвленні по всьому ареалу. Найзначніша різниця між прибережними і пелагічними популяціями. Прибережні форми більші й плямистіші. Має довгу тонку морду, чорну спину, білий живіт і горло. При народженні малята завдовжки 80–90 см, у той час як дорослі особини сягають 2,5 метрів у довжину і важать 120 кг. Статева зрілість досягається в 10 років у самиць і 12 років у самців. Вони живуть близько 40 років.

## Поведінка
Раціоном служить невелика риба, кальмари і ракоподібні.